# 尖蕊秋海棠
尖蕊秋海棠（学名：Begonia rex）或紫叶秋海棠，为秋海棠科秋海棠属的植物。分布于印度、喜马拉雅山区、越南以及中国大陆的广西、贵州、云南等地，生长于海拔990米至1,100米的地区，一般生长在山沟岩石上和山沟密林中，目前已由人工引种栽培。

## 别名
毛叶秋海棠（中国高等植物图鉴补编）、长纤秋海棠（植物分类学报）